# Східноіберійські мови

Те́ррас-д'Ок — територія поширення окситанської та каталанської мов (Tèrras d’Òc, Terres d’Oc).

Головні діалекти каталанської мови

Східноібері́йські мо́ви – окситанська та каталанська мови (або лише каталанська мова за деякими класифікаціями) разом зі своїми численними діалектами. Ті дослідники, що визнають існування східноіберійської підгрупи мов, відносять її до іберо-романської підгрупи мов (разом з західноіберійськими мовами), що у свою чергу є частиною галло-іберійської підгрупи мов.
Іноді обидві мови відносять не до східноіберійської підгрупи, що входить до групи іберо-романських мов (і вже потім до галло-іберійських мов), а до окситано-романської підгрупи мов, що входить безпосередньо до галло-іберійської підгрупи мов.
Каталанська та окситанська мови поширені у 5 країнах Західної Європи: Іспанії, Франції, Андоррі, Італії та Монако. Історично ці мови використовувалися також у Північній Африці (графство Триполі, Французький Алжир) та в Арагонському королівстві, зокрема у Афінському графстві та Південній Італії. 
Каталанська та окситанська мови від VIII ст. являли собою одну мовну спільноту, ці мови остаточно розділилися у XIII ст. У часи трубадурів окситанську (гасконську, провансальську, ланґедокську, овернську) та каталанську мови не розділяли, вважаючи однією мовою. Навіть у XIX ст. однією з загальновживаних назв каталанської мови була назва лімузенська (так зараз називається один з діалектів окситанської мови, яким говорять у Південній Франції).

## Класифікація каталанської мови
Каталанська мова є романською мовою, яка утворилася на базі народної латини. З VIII до XIII ст. разом з окситанською каталанська являла собою єдину мовну спільноту (тобто фактично каталанська була одним з діалектів окситанської мови).
Зараз літературна каталанська, особливо з точки зору лексики, але також фонетично та з точки зору граматики, є найближчою до літературної окситанської мови (яка сформована на базі ланґедокського діалекту окситанської – цей діалект географічно є найближчим до Північної та Південної Каталонії) – взаєморозуміння мовців обох мов можливе без перекладу. 
Деякі мовознавці як каталанську, так і окситанську відносять до окремої окситано-романської підгрупи мов. Спрощуючи, можна сказати, що і каталанська, і окситанська мови є перехідними між галло-романськими (насамперед французькою) та західно-іберійськими (насамперед іспанською) мовами.
|  | Каталанська-валенсійська-балеарська мова – різновид окситанської мови в Іспанії ... між мовами, що виникли на базі латини [після її розпаду], у античні часи виникла мова, яку було названо провансальською [окситанською] і якою заговорили люди, що мешкали між р. Луарою [північна межа окситанської мови у центральній Франції] та р. Еброю [південний кордон Автономної області Каталонія в Іспанії]. Мануел Міла-і-Фунтаналс, каталонський та іспанський лінгвіст (1818-1884 р.р.) |

Цікаво те, що особливу зацікавленість у вивченні зв'язків між каталанською та окситанською мовами виявляють валенсійці, які бачать Валенсію — її культуру, мову та історію — у ширшому контексті, ніж каталанські країни, а саме у традиційнішому окситано-каталонсько-валенсійському контексті. Маловпливовою організацією «Ок Валенсія» нещодавно навіть було запропоновано зблизити графіку каталанської та окситанської мов (звернувши особливу увагу на гасконський діалект) і створити спільне каталансько-окситанське койне.
Попри це, часто каталанську та окситанську мову відносять до різних підгруп романської групи індоєвропейської мовної родини: окситанську до галло-романської групи (разом з французькою та франко-провансальською; іноді до цієї групи відносять і каталанську), а каталанську – до іберо-романської (разом з іспанською, астурійсько-леонською, португальською та галісійською), іноді відносячи її до східно-іберійських мов (іноді до східно-іберійських мов відносять і окситанську). 
На ці дискусії впливає існування політичного кордону між Францією та Іспанією. Наприклад, іспанський філолог Рамон Менендес-Підаль (ісп. Ramon Menendez Pidal) обстоював належність каталанської мови саме до групи іберійських мов.
Реймонд Ґордон відносить каталанську до східно-іберійських мов, які разом з мовою ок (окситанська мова) та західно-іберійськими мовами (іспанська, астурійсько-леонська, португальська та галісійська) входять до іберо-романської групи, що у свою чергу – разом з галло-романськими мовами (галло-італійськими та галло-ретійськими) входить до галло-іберійської підгрупи.
Р.А. Холл-мол. класифікує каталанську мову як північно-іберо-романську (разом з іспанською та португальською), що у свою чергу – з південно-іберо-романськими мовами (мозарабська мова) входить до іберо-романської підгрупи (за цією класифікацією окситанська мова входить до південно-галло-романських мов і разом з північно-галло-романськими формує галло-романську підгрупу).
Юрій Коряков в «Атласі романських мов» класифікує каталанську як перехідну між південно-галло-романськими (окситанською та гасконською) та іберо-романськими (іспанською, арагонською, галісійсько-португальською, астурійсько-леонською), що разом входять до західно-романської підгрупи групи романських мов (разом з галло-романськими та північноіталійськими).
Ч. Тальявіні для класифікації романських мов пропонує географічний принцип, відповідно до якого каталанська мова займає проміжну позицію між галло-романськими (французькою, рето-романською та окситанською мовами) та іберо-романськими мовами (іспанською та португальською), будучи «поворотною мовою» (фр. une langue pivot).
У 1991 р. Вітольд Маньчак (пол. Witold Mańczak) запропонував класифікувати неолатинські мови відповідно до кількості лексичних одиниць у текстах, які збігаються (таким чином враховується як існування однакових слів у різних мовах, так і частотність їхнього вживання). Таким чином можна визначити, наскільки лексичні системи окремих мов наближені одна до одної.
За цією методикою, італійська мова, у порівнянні з іншими романськими мовами, зберігає найбільшу кількість слів латинського походження, тобто спільних слів для різних неолатинських слів:
- італійська мова: найближчою до італійської є французька (1067 спільних слів), а потім португальська (1043), каталанська (1031), іспанська (1015), рето-романська (987), окситанська (982), сардська (836), румунська (537).
- каталанська мова: найближчою до неї є іспанська (1045 спільних слів), а потім італійська (1031), португальська (1001), французька (998), окситанська (939), ретороманська (843), сардська (687), румунська (441).
- португальська мова: наближчою до неї є іспанська мова (1196 спільних слів), а потім італійська (1043), каталанська (1001), французька (909), рето-романська (874), окситанська (870), сардська (774), румунська (492).
- іспанська мова: найближчою зо неї є португальська (1196 спільних слів), потім каталанська (1045), італійська (1015), французька (914), окситанська (867), ретороманська (836), сардська (750) та румунська (491).

| Каталонія | Каталанська |
| Каталонія | 6985*       |

| Італія | Італійська |
| Італія | 7498*      |

| Іспанія | Іспанська |
| Іспанія | 1045**    |

| Франція | Французька |
| Франція | 1067***    |

| Італія | Італійська |
| Італія | 1031       |

| Португалія | Португальська |
| Португалія | 1043          |

| Португалія | Португальська |
| Португалія | 1001          |

| Каталонія | Каталанська |
| Каталонія | 1031        |

| Франція | Французька |
| Франція | 988        |

| Іспанія | Іспанія |
| Іспанія | 1015    |

| Occitania | Окситанська |
| Occitania | 939         |

|     | Ретороманська |
| 987 |               |

|     | Ретороманська |
| 843 |               |

| Occitania | Окситанська |
| Occitania | 985         |

|     | Сардська |
| 687 |          |

|     | Сардська |
| 836 |          |

| Румунія | Румунська |
| Румунія | 441       |

| Румунія | Румунська |
| Румунія | 537       |

Нижче подано класифікацію усіх романських мов та їхніх діалектів.
| Італо-романська підгрупа    | Західноро-манська підгрупа      | Галло-іберійська підгрупа          | Окситано-романська підгрупа визнається не всіма мовознавцями | Окситано-романська підгрупа визнається не всіма мовознавцями | Окситано-романська підгрупа визнається не всіма мовознавцями                                                                       | Окситанська oc/oci (гасконський діалект gsc (вкл. аранську говірку); північні діалекти: лімузенський lms ▪ овернський auv ▪ віваро-альпійський; південні діалекти: ланґедокський lnc ▪ провансальський prv (вкл. говірку Ніцци) ▪ шуадит sdt) ▪ Каталанська ca/cat (східні діалекти: центральнокаталанський (вкл. субдіалекти: барселонський ▪ шіпелья ▪ таррагонський ▪ салат ▪ північний перехідний) ▪ північнокаталанський (русільйонський) (субдіалект: капсійський) ▪ балеарський (мальоркський) ▪ алґерський; західні діалекти: північно-західний (вкл. субдіалекти: рібагорський ▪ пальяський ▪ льєйдський) ▪ північноваленсійський (ебрський) (вкл. субдіалекти: валенсійський перехідний (каталанський туртозький) ▪ кастельйоський (власне північноваленсійський)) ▪ валенсійський (вкл. стандарт AVL не затвердж. ca-valencia/val ▪ апічат ▪ південноваленсійський ▪ алаканський ▪ мальоркський у муніципалітетах Тарбена та Ла-Валь-де-Ґалінера) |
| Італо-романська підгрупа    | Західноро-манська підгрупа      | Галло-іберійська підгрупа          | Галло-італійська підгрупа                                    | Ломбардські мови                                             | Ломбардські мови | Західноломбардська lmo (діалекти: альпійський ломбардський ▪ західний ломбардський передальпійський ▪ західний нижньо-ломбардський ▪ міланський) ▪ Східноломбардська lmo (діалекти: район м. Барґамо ▪ район м. Брешія) ▪ Галло-сікулійські діалекти (Сицилія) |
| Італо-романська підгрупа    | Західноро-манська підгрупа      | Галло-іберійська підгрупа          | Галло-італійська підгрупа                                    | Лігурійська мова                                             | Лігурійська мова | Лігурійська lij (діалекти: монегаський ▪ генуезький) |
| Італо-романська підгрупа    | Західноро-манська підгрупа      | Галло-іберійська підгрупа          | Галло-італійська підгрупа                                    | Інші галло-італійські мови                                   | Інші галло-італійські мови | П'ємонтська pms та юдео-п'ємонтська ▪ Еміліано-романьйольська eml (діалекти: еміліанський (вкл. говірку м. Болонья) ▪ романьйольський) |
| Італо-романська підгрупа    | Західноро-манська підгрупа      | Галло-іберійська підгрупа          | Іберо-романська підгрупа                                     | Західноібе-рійська підгрупа                                  | Галісійсько-португальська мова | Португальська pt/por (діалекти Португалії: південні та центральні (вкл. Азорські о-ви ▪ діалект м. Лісабон) ▪ північні ▪ барранкеньйо; діалекти Бразилії: північні ▪ південні ▪ діалекти Уругваю; діалекти інших країн: Африка (країни ПАЛОР) ▪ Макао ▪ Східний Тимор) ▪ Галісійська (діалекти: східний ▪ центральний ▪ західний) ▪ Креольські на основі португальської: корлайська vkp ▪ малакканська (Індонезія) mcm |
| Італо-романська підгрупа    | Західноро-манська підгрупа      | Галло-іберійська підгрупа          | Іберо-романська підгрупа                                     | Західноібе-рійська підгрупа                                  | Іспанська мова | Іспанська es/spa (вкл. стандартну або нейтральну іспанську; північні діалекти: арагонський ▪ кастильський; південні діалекти: ла-манчський ▪ естремадурський ▪ мурсійський ▪ андалузький ▪ діалект Канарських о-вів; латино-американські варіанти: карибський ▪ південно-американський тихоокеанський ▪ центральноамериканський ▪ аргентинсько-уругвайсько-парагвайський ▪ високогірний латино-американський (вкл. північноамериканський: Мексика ▪ США); варіанти мови на інших континентах: Марокко ▪ Екваторіальна Ґвінея ▪ Філіппіни) ▪ Ладіно |
| Італо-романська підгрупа    | Західноро-манська підгрупа      | Галло-іберійська підгрупа          | Іберо-романська підгрупа                                     | Західноібе-рійська підгрупа                                  | Леонсько-астур. підгрупа | Астурійська ast (діалекти: західний ▪ центральний ▪ східний ▪ кантабрійський ▪ монтаньєзький) ▪ Леонська ▪ Мірандська mwl ▪ Естремадурська ext |
| Італо-романська підгрупа    | Західноро-манська підгрупа      | Галло-іберійська підгрупа          | Іберо-романська підгрупа                                     | Східноіберійська підгрупа                                    | Східноіберійська підгрупа | Каталанська ca/cat (східноіберійська підгрупа або окситано-романська підгрупа) ▪ Окситанська oc/oci (східноіберійська підгрупа або окситано-романська підгрупа) |
| Італо-романська підгрупа    | Західноро-манська підгрупа      | Галло-іберійська підгрупа          | Галло-романська підгрупа                                     | Мова ойл                                                     | Мова ойл | Французька fr/fre/fra (варіанти мови у Франції: стандартна європейська французька ▪ розмовна Півдня Франції ▪ розмовна Ельзасу ▪ розмовна Бретані ▪ розмовна Корсики ▪ розмовна Ліону та Ліоне ▪ розмовна Савойї ▪ розмовна Марселя; Бельгія (Валлонія та Брюссель); Швейцарія; Люксембург; Італія (Вале-д'Аоста); Канада та США: стандартна французька Квебеку ▪ жуаль ▪ Онтаріо ▪ Луїзіана (акадійська) frc; Гаїті; Африка та Близький Схід: Магриб ▪ Африка південніше Сахари ▪ Ліван ▪ Індокитай (В'єтнам ▪ Лаос ▪ Камбоджа) ▪ Французька Ґвіана ▪ Нова Каледонія) ▪ Креольські мови на основі французької (мова Гаїті ht/hat ▪ мова Сан-Мігелю scf ▪ мова Реюньйону rcf ▪ креольська мова Луїзіани lou ▪ каріпуна (Центральна Америка) kmv ▪ мова Гвіани gcr ▪ мова Гваделупи gcf ▪ сеселва (мова Сейшельських о-вів) crs ▪ мова Сент-Люсії acf) ▪ Мова ойл (бургундська ▪ говірка Франш-Конте ▪ лотарінгська ▪ шампанська ▪ говірка Бурбоне ▪ говірка Беррі ▪ говірка Пуату ▪ галло ▪ нормандська ▪ джерсійська говірка ▪ піккардська ▪ валлонська мова wa/wln) |
| Італо-романська підгрупа    | Західноро-манська підгрупа      | Галло-іберійська підгрупа          | Галло-романська підгрупа                                     | Франко-провансальська мова                                   | Франко-провансальська мова | Арпітанська (франко-провансальська) frp (діалекти: ліонський ▪ діалект Дофіне ▪ савойський ▪ діалект Франш-Конте ▪ діалект Во ▪ діалект Вальдотен ▪ фаетарський ▪ п'ємонтський) |
| Італо-романська підгрупа    | Західноро-манська підгрупа      | Галло-іберійська підгрупа          | Венеційські мови                                             | Венеційські мови                                             | Венеційська vec (діалекти: центральний ▪ східний або узбережний ▪ західний ▪ північно-центральний ▪ північний) ▪ Істро-венеційська | |
| Італо-романська підгрупа    | Західноро-манська підгрупа      | Рето-романська підгрупа            | Рето-романська підгрупа                                      | Рето-романська підгрупа                                      | Рето-романська підгрупа | Ретороманська rm/roh (рейнські діалекти ▪ ладінські діалекти) ▪ Ладінська (Італія) lld ▪ Фріульська fur (діалекти: центральний ▪ північний ▪ південно-східний ▪ західний) |
| Італо-романська підгрупа    | Західноро-манська підгрупа      | Піреней-сько-мозараб-ська підгрупа | Піренейська підгрупа                                         | Піренейська підгрупа                                         | Піренейська підгрупа | Арагонська an/arg (діалекти: південний ▪ східний ▪ західний ▪ центральний) |
| Італо-романська підгрупа    | Західноро-манська підгрупа      | Піреней-сько-мозараб-ська підгрупа | †Мозарабська підгрупа                                        | †Мозарабська підгрупа                                        | †Мозарабська підгрупа | †Мозарабська mxi |
| Італо-романська підгрупа    | Італо-далматинська підгрупа     | Італо-далматинська підгрупа        | Італо-далматинська підгрупа                                  | Італо-далматинська підгрупа                                  | Італо-далматинська підгрупа | Італійська ita (діалекти: тосканський ▪ центральноіталійський) ▪ Неаполітанська / ннапулітано nap (діалекти: маркільяно мерідіонале ▪ молізано ▪ пулієзе ▪ кампано ▪ лукано) ▪ Сицилійська scn ▪ Істрійська ▪ Юдео-італійська ▪ †Далматинська dlm (діалекти: рагузький ▪ вельйотський) ▪ Корсиканська cos (італо-далматинська підгрупа або південнороманська підгрупа) |
| Східноро-манська підгрупа   | Румунська (дако-румунська) мова | Румунська (дако-румунська) мова    | Румунська (дако-румунська) мова                              | Румунська (дако-румунська) мова                              | Румунська (дако-румунська) мова | Румунська rum/ron (північні діалекти: банатський ▪ марамуреський ▪ молдовський скасов. mol ▪ трансильванський; південні діалекти: мунтенський ▪ олтенський) |
| Східноро-манська підгрупа   | Інші східнороманські мови       | Інші східнороманські мови          | Інші східнороманські мови                                    | Інші східнороманські мови                                    | Інші східнороманські мови | Арумунська rup (діалекти: москопольський ▪ ґрамустянський ▪ фаршеротські ▪ бітольський ▪ струґський ▪ вардарський) ▪ Меглено-румунська ruq ▪ Істро-румунська ruo |
| Південно-романська підгрупа | Сардська мова                   | Сардська мова                      | Сардська мова                                                | Сардська мова                                                | Сардська мова | Сардська srd (діалекти: північний лоґудорезький src ▪ центральний нуорезький ▪ південний кампіданезький sro) |
| Південно-романська підгрупа | Інші південнороманські мови     | Інші південнороманські мови        | Інші південнороманські мови                                  | Інші південнороманські мови                                  | Інші південнороманські мови | Сассарська sdc (або діалект корсиканської) ▪ Корсиканська cos (діалекти олтрамонтано: корсо-галурезький sdn та сартенський ▪ сассарський sdc або окрема мова; перехідний діалект (вкл. м. Аяччо); діалекти сісмонтано: північний ▪ діалект крайньої півночі ▪ капрайський) |